# خطاب وليام لينش
خطاب وليام لينش هو خطاب يزعم أن شخصاُ يدعى وليام لينش أو (ويلي لينش) قدمه لحشد على ضفة نهر جايمس في فيرجينيا عام 1712، وكان متعلقاُ بالسيطرة على العبيد في حدود المستعمرة.
يدعى أن الرسالة هي كلام منقول حرفياً من خطاب قصير ألقاه مالك عبيد يخبر فيه الأسياد الآخرين أنه وجد السر للسيطرة على العبيد السود، وذلك من خلال تحريضهم ضد بعضهم البعض. إن هذه الوثيقة مطبوعة منذ عام 1970 م على أقل تقدير، لكنها لم تلق شهرة ملحوظة إلا في التسعينات عندما ظهرت على شبكة الإنترنت.
وعلى الرغم من اضطرار المؤرخين لاستنتاج أنها أكذوبة بسبب عدم الدقة والمفارقات التاريخية الواردة فيها، إلا أنه تم الترويج لها على أنها ميثاق أصلي متعلق بالعبودية في القرن الثامن عشر.

## النص
يعرف المؤلف المشهور وليام لينش عن نفسه بأنه سيد «مستعمرة زراعية متواضعة» في الجزر الهندية الغربية البريطانية، والذي استدعاه ملاك العبيد المحليون في مستعمرة فيرجينيا لنصحهم في المشاكل المتعلقة بإدارة شؤون عبيدهم.
ويشير باختصار إلى أن أسلوبهم الحالي العنيف في التعامل مع العبيد صعبي المراس «العقاب اللينشي» _على الرغم من عدم استخدام المصطلح_ غير فعالة وتعطي نتائج عكسية. واقتراحه البديل هو تبني طريقته التي تتضمن استغلال الفروقات بين العبيد في العمر ولون البشرة لمنافستهم ضد بعضهم البعض. ويؤكد لمضيفيه بأن هذه الطريقة «ستسيطر على العبيد لثلاثمئة عام على الأقل».بعض النسخ من النص الموجودة على الإنترنت ترفق مقدمات مثل مقدمة منسوبة لفريدريك دوغلاس، أو استشهادات مرجعية تعتبر خطأً اسم لينش مصدر الكلمة «العقاب اللينشي».
إن نص الخطاب منشور منذ عام 1970 على الأقل، وينشر عادة مع عنوان«صنع عبد». ظهر الخطاب على الإنترنت منذ عام 1993 عندما نشرت أمينة مراجع في جامعة ميسوري-سانت لويس الوثيقة على خادم غوفر. كشفت أمينة المكتبة فيما بعد أنها حصلت على الوثيقة من ناشر دليل سنوي محلي وهو «الصفحات السوداء لساينت لويس»، حيث ظهرت الرواية مؤخراً.
على الرغم من اقتناعها في النهاية بأن الوثيقة مزيفة، اختارت أمينة المكتبة أن تتركها على خادم غوفر حيث اعتقدت أنه «ًعلى الرغم من أنها وثيقة غير أصلية إلا أنها تروي شيئاً عن الوضع الحالي والسابق للأمريكيين من أصل إفريقي»، لكنها أضافت تحذيرا عن أصلها.
يحتوي النص على العديد من المفارقات التاريخية من ضمنها كلمات وتعابير مثل «إعادة تزويد» و«مضاد للحمقى» (يقصد لا يمكن إساءة استخدامه)، والتي لم تستخدم إلا في بدايات القرن العشرين. بينما لاحظ المؤرخ روي روسينزويغ أن الأقسام الواردة في النص _لون البشرة والعمر والجنس_بطبيعتها مناسبة بشكل واضح للقرن العشرين ولا تبدو منطقية في سياق القرن الثامن عشر.
كذلك، يعتبر مؤرخون مثل روسينزويغ ووليام جيلاني كوب من كلية سبيلمان خطاب لينش أكذوبة.
وليام لينش
المقدمات المرفقة ببعض النسخ الإلكترونية من الخطاب تعتبر اسم الراوي  مصدر المصطلحين «العقاب اللينشي» و«قانون لينش»، على الرغم من معارضة الراوي الواضحة للعقاب اللينشي على وجه التحديد. هناك رجل يدعى وليام لينش ادعى ابتكار المصطلح خلال الثورة الأمريكية، لكنه ولد عام 1742 بعد ثلاثين عاما من إلقاء الخطاب المزعوم.
هناك وثيقة منشورة في دورية "رسول الجنوب الأدبي" في 1836 ذكرت أن وليام لينش كان مبتكر«قانون لينش». وكانت الوثيقة أكذوبة ابتكرها إدغار آلان بو. هناك استخدام مبكر وموثق بشكل أفضل لتعبير"قانون لينش "من تشارلز لينش"، قاضي صلح في فيرجينيا وضابط ميليشيا خلال الثورة الأمريكية.